# Pristimantis philipi
Pristimantis philipi es una especie de anfibio anuro de la familia Craugastoridae.

## Distribución
Esta especie es endémica de la provincia de Azuay en Ecuador. Habita a unos 3580 m de altitud en la Cordillera Occidental.

## Descripción
Los machos miden de 21.1 a 25.1 mm y las hembras de 26.5 a 33.7 mm.

## Etimología
Esta especie lleva el nombre en honor a Philip Strong Humphrey.

## Publicación original
- Lynch & Duellman, 1995 : A new fat little frog (Leptodactylidae: Eleutherodactylus) from lofty Andean grasslands of southern Ecuador. Occasional Papers of the Museum of Natural History University of Kansas, n.º 173, p. 1-7[5]